# Infurcitinea banatica
Infurcitinea banatica är en fjärilsart som beskrevs av Petersen 1961. Infurcitinea banatica ingår i släktet Infurcitinea och familjen äkta malar. Inga underarter finns listade i Catalogue of Life.